# Михаил Колони
Вижте пояснителната страница за други личности с името Михаил Колони.
Михаил Колони е български политик.

## Биография
Роден е на 27 ноември 1817 година в град Сливен. След като остава сирак заедно със свои близки заминава за Букурещ, където получава гръцко образование от баба си Султана. Става домшен учител в княжеското семейство Гика. 
Продължава образованието си в Атина и Париж, където през 1848 година участва във Френската революция. По-късно се завръща в Букурещ, където се занимава с преподаване, арендаторство, а през 1853 г. допринася за църквата "Свети Стефан" в Букурещ. Оказва съдействие на Втората българска легия и при изпращането на четите на Хаджи Димитър и Стефан Караджа. 
След Освобождението продава имотите си в Обединеното княжество и от 1879 година заживява във Варна. Два пъти е кмет на Варна (1881 - 1885 и 1890 - 1893), като не крие амбициите си да превърне Варна в еропейски град и морски курорт. 
Умира на 10 януари 1893 година във Варна.

## Памет
На 27 юли 2020 година, по повод 142 години от Освобождението на Варна, е открит паметник и поставена паметна плоча на Михаил Колони в началото на едноименната улица във Варна. Автор на монумента е скулпторът Живко Дончев.